# The Woman the Germans Shot
The Woman the Germans Shot è un film muto del 1918 diretto da John G. Adolfi.
È un film biografico dedicato alla vita di Edith Cavell, l'infermiera fucilata dai tedeschi durante la prima guerra mondiale per aver aiutato duecento militari alleati a fuggire dal Belgio occupato. La vicenda di Edith Cavell era già stata portata sullo schermo nel 1915 con il film Nurse and Martyr di Percy Moran. Sarà poi ripresa in Dawn, un film del 1928 di Herbert Wilcox con Sybil Thorndike e, nel 1939, sempre diretto da Wilcox, in La storia d'Edith Cavell con Anna Neagle.

## Trama
George Brooks è innamorato di Edith Clavell. Quando capisce che lei vuole dedicare la sua vita alla cura dei malati, George si arruola nell'esercito. Passano gli anni. Allo scoppio della prima guerra mondiale, Edith è infermiera della Croce rossa. Il Belgio viene invaso dai tedeschi. Lei, in un piccolo villaggio belga, cerca di aiutare Frank, il figlio di George, che è rimasto ferito. Ma i tedeschi la arrestano. Nonostante una mobilitazione internazionale che cerca di salvare l'infermiera, Edith sarà condannata alla fucilazione.

## Produzione
Il film fu prodotto dalla Frank J. Carroll Productions e dalla Joseph L. Plunkett.

## Distribuzione
Distribuito dalla Select Pictures Corporation, il film uscì nelle sale cinematografiche USA il 27 ottobre 1918. Il film ha come titolo copyright The Cavell Case. È conosciuto anche come Edith Cavell.